# Demirci, Akpınar
Demirci là một xã thuộc huyện Akpınar, tỉnh Kırşehir, Thổ Nhĩ Kỳ. Dân số thời điểm năm 2010 là 74 người.